# Bomansius gabrieli
Bomansius gabrieli es una especie de coleóptero de la familia Lucanidae.

## Distribución geográfica
Habita en las islas Nuevas Hébridas.